# Franc Pečar
Franc Pečar, slovenski duhovnik, * 19. september 1904, sv. Martin pri Vurberku, † 13. junij 1945, Bosiljevo, Hrvaška.

## Življenje
Po osnovni šoli je obiskoval salezijansko gimnazijo v Veržeju, nato je nadaljeval študije v Mariboru in v Ljubljani, leta 1928 in 1928 tudi v belgijskem vseučiliškem mestu Leuven. Bogoslovje je končal v Mariboru in bil 29. junija 1933 posvečen v duhovnika. Novo mašo je imel 23. julija, kjer mu je pridigal Maks Vraber, mariborski stolni prošt. Prvo leto je bil vzgojitelj v dijaškem semenišču v Mariboru, nato je natopil v službo kaplana v Vidmu ob Savi, 1. decembra 1936 pa je postal drugi kaplan v Ljutomeru. Od tu je romal v Lurd in nato potoval v Alžir, od koder pa se je vrnil z malarijo in se zdravil v ormoški bolnišnici. 1. julija 1940 je postal prvi kaplan, tike pred začetkom druge svetovne vojne je prepotoval zahodnoevropske države. Ob nemški zasedbi Štajerske leta 141 so ga odpeljali v Brestanico in nato izgnali na Hrvaško. Začel je službovati v Belcu, nato pa drugod, tudi v Zlataru, kjer je stanoval pri slovenski družini. Odzval se je vabilu zagrebškega nadškofa in prevzel župnijo Bosiljevo. Ker je bilo župnišče zaradi vojne poškodovano, je stanoval v frankopanskem dvorcu, katerega lastnik je stanoval ob jadranski obali. Ko so komunisti izropali dvorec, je to v pismu sporočil lastniku, vendar so komunisti pismo prestregli. Ko se je 13. junija 1945 vračal iz podružnične cerkve, ga je napadla skupina petih ljudi s koli. Hudo ranjenega ali že mrtvega so vrgli v bližnjo jamo. Tam so ga našli skupaj s koli, ob njem je bil tudi njegov brevir. Potem, ko so ga našli, so ga hoteli pokopati kar v tisti jami, vendar so ga po posredovanju Alojzija Sunčića, župnika v Prilišču, s cerkvenim pogrebom pokopali v Bosiljevu. 1. maja 1950 so njegove posmrtne ostanke prekopali v rojstno župnijo sv. Martin pri Vurberku, kjer je imel slovesen pogreb.